# 水上善治

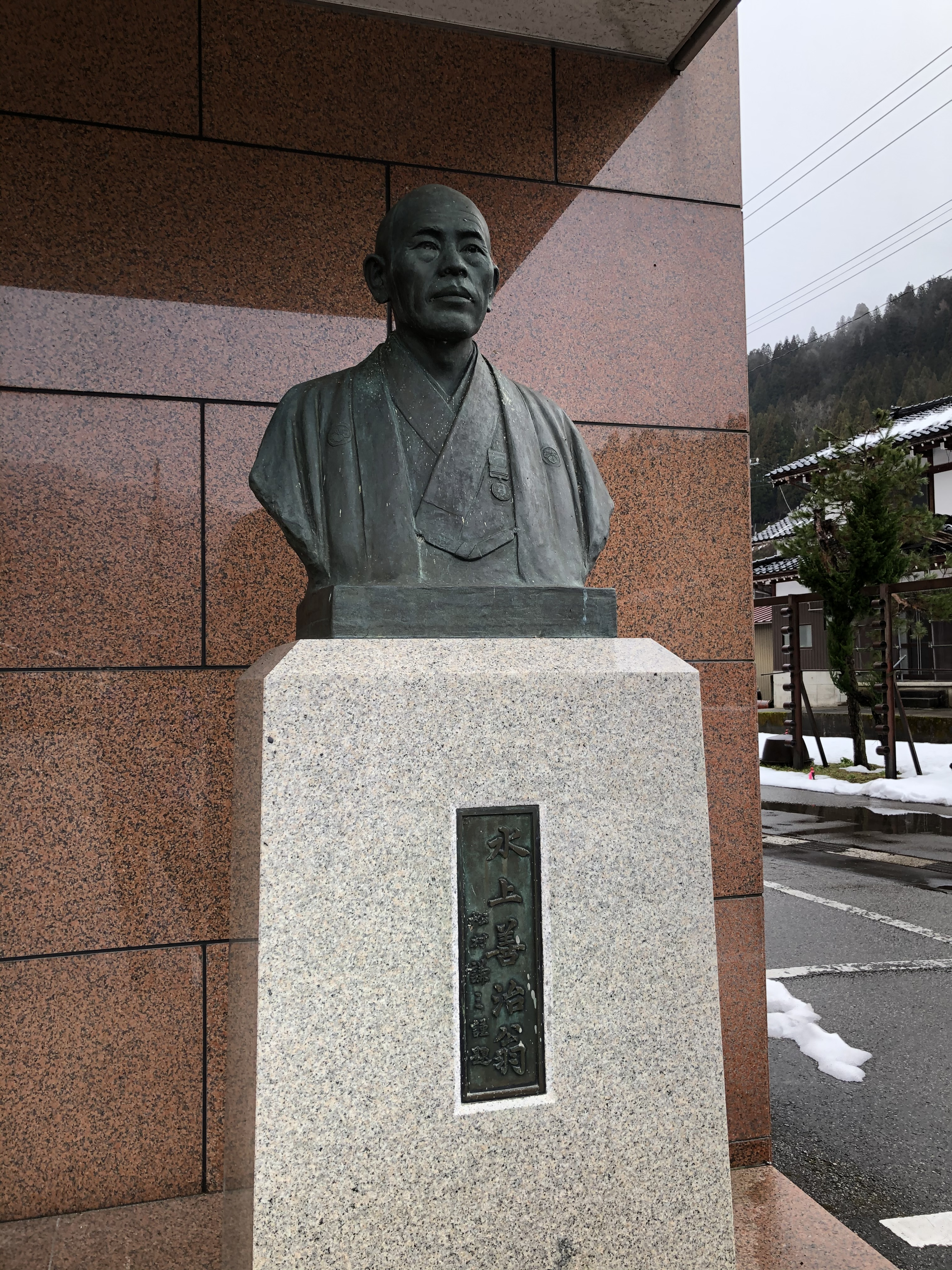
春光荘（平市民センター）前に立てられた水上善治像。

水上 善治（みずかみ ぜんじ、1828年8月11日（文政11年7月1日）- 1898年（明治31年）4月28日）は、江戸時代末期（幕末）から明治時代にかけての、富山県東礪波郡平村（現・南砺市）の実業家、政治家。当初は水上善三郎と名のっていたが、1888年（明治21年）に善治と改めた。本稿では便宜上「水上善治」と統一して表記する。
明治維新後に五箇山地域を取り巻く環境が激変する中で、五箇山の殖産興業・交通路の開拓・文化教育の振興に私費を投じて尽力したことで知られる。『平村史』では「五箇山開発・開化の偉大なる先覚者で、その名と業績は不朽である」と評されている。

## 生涯

### 明治維新まで
水上善治は文政11年（1828年）7月1日に高草嶺集落の藤井家に生れ育った後、安政3年（1856年）5月に下梨集落の水上家を継いだ人物である。当時、五箇山産業の振わないのを憂えて、18歳にして弘化3年（1846年）3月より養蚕業研究のため、信濃・武蔵・上野・下野・羽前・羽後・陸奥の諸国を歴遊した。
嘉永3年（1850年）には上野国群馬郡烏村の田島彌平について養蚕飼育法を学び、同年9月にそこで製造した鬼縮2枚、新中姫2枚を1両2分で購入し帰郷した。翌嘉永4年（1851年）、水上善治はこれを五箇山の有志16名に無料で分け与え、新たな養蚕の飼育を開始した。当初は新品種の養育に不慣れなため収繭量が少なかったので、さらに3年の問蚕種16枚（代価4両2分）を無償で分与することで飼育を奨励し、安政元年（1854年）には数百枚を掃立てるようになった。
また、安政2年（1855年）には信濃国高井郡中島村の近藤才吉に蚕の飼育法を学び、近藤の製造した蚕種を五箇山で広めたところ、1,2年の内に種数3千枚以上を数えるほど多くの養蚕家に用いられるようになった。慶応元年（1865年）、37歳の時には村方組合頭となり、以後村政に携わるようになる。

### 明治維新後

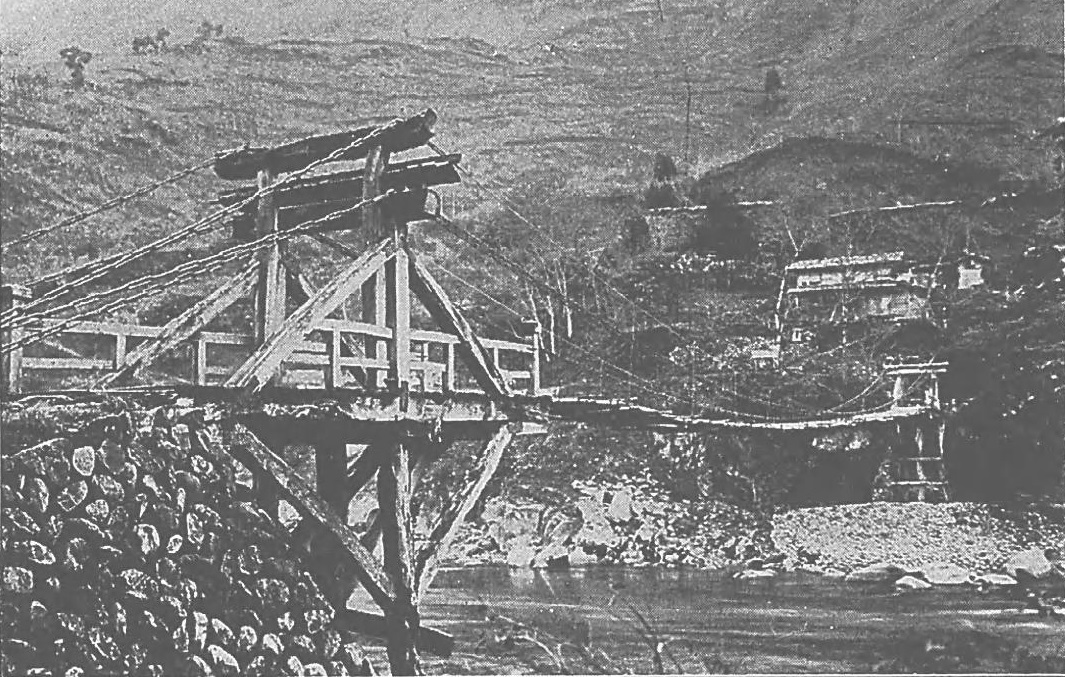
18世紀に建てられた下梨橋。

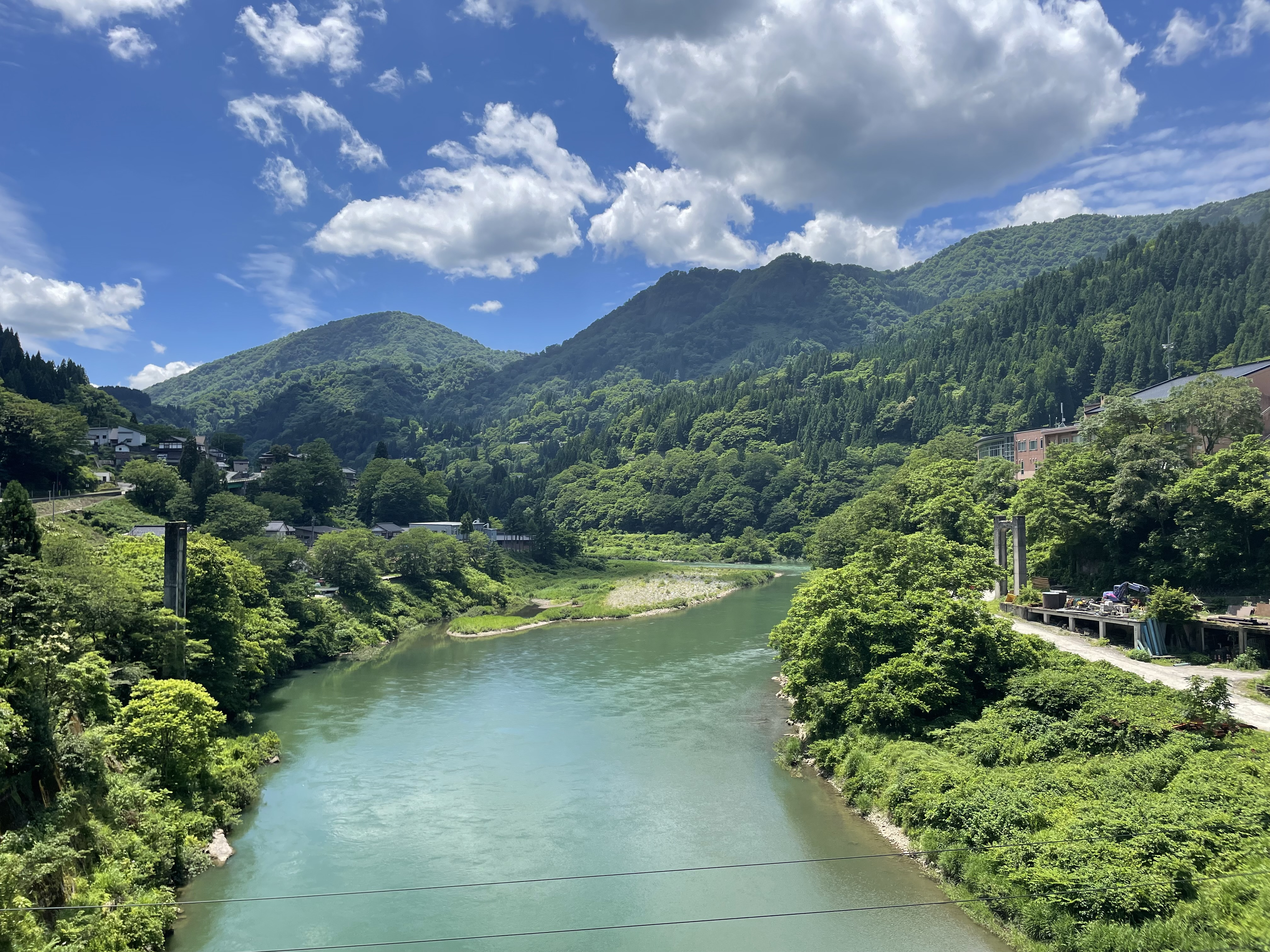
現在の平橋より見る庄川の流れ。古い下梨橋の橋脚跡が見える。

明治維新を経て幕藩体制が崩壊すると、五箇山では加賀藩の御用として製造されていた塩硝・和紙の買い上げがなくなり、五箇山住民は生活の保証を失ってしまった。廃藩置県の行われた明治3年（1870年）11月5日には五箇山住民の嘆願を受け、産業資本金として旧藩から10万貫が貸し付けられた。しかし水上はこれでは将来産業を振興させるべき資力がないことを憂えて、この金に年1割2朱の利を付けて取立て、元金は政府へ納め利子金は殖利の方法で貸付て置き、返上後産業資金にする手法を提案し定着させた。
また、五箇山は加賀藩の流刑地と定められていたため、庄川の渡河に籠の渡しのみを用いるよう定められていたが、明治維新を経てこの縛りはなくなった。そこで水上は交通事情改善のため、明治6年（1873年）ころよりまず下梨村と嶋村（現・大島）を繋ぐ鎖刎橋を架けることを計画した。ところがあまりに費用がかかることから前金を徴収することができなくなり、水上は私費を投じて明治8年（1875年）6月17日にまでに建設工事を完遂したものの、最終的に予定より1,167円超過する2,527円38銭がかかった。超過費用の大部分は新型の鉄鎖釣橋の実験や試作のためのものであり、前例のない試みであるがための出費であった。水上は一部費用を立て替えたものの、なお金1,167円38銭7厘が不足し、国庫の補助を仰ぐこととなった。水上の願書は却下されたものの、万民のため鎖橋を私力をもって架橋したことが評価され、現地調査を行った上で今回に限り特別をもって総経費の32%即ち816円が補助された。
ところが同年11月30日の荒天によって早くも鎖橋は大破してしまい、この時は周辺集落の寄付金150円15銭でこれを修復することとなった。さらに明治11年（1878年）4月11日の暴風雨で再び橋梁は転覆してしまったので、それまでの失敗を踏まえた構造の改良が行われることとなった。橋梁の破損をよく観察していた水上は
1. 床板材を暴風時に取り外せる構造とする
2. 主鎖の鉄鎖を2段とする
3. 門型塔柱上の横梁を2段とする

といった改良をほどこした橋梁を設計した。この時の改修では費用額405円15銭を水上が立て替え、残額の内269円は石川県庁に歎願して補助を受け、残り136円15銭は周辺集落から3年の年賦で支払いを行う形を取った。この時の改修によって橋梁は流されることなく安定し、この下梨橋の構造は五箇山各地で普及し交通事情の改善に大きく寄与した。
また、明治8年（1875年）に地券の改正が行われると、水上は下梨村外19か村の地券担当に命じられたが、領界不分明な土地の争論が頻発した。水上は実地での検分調査を繰り返すことによって一つ一つ争論を解決させていき、集落どうしの不和も収めていったと伝えられている。

### 戸長時代

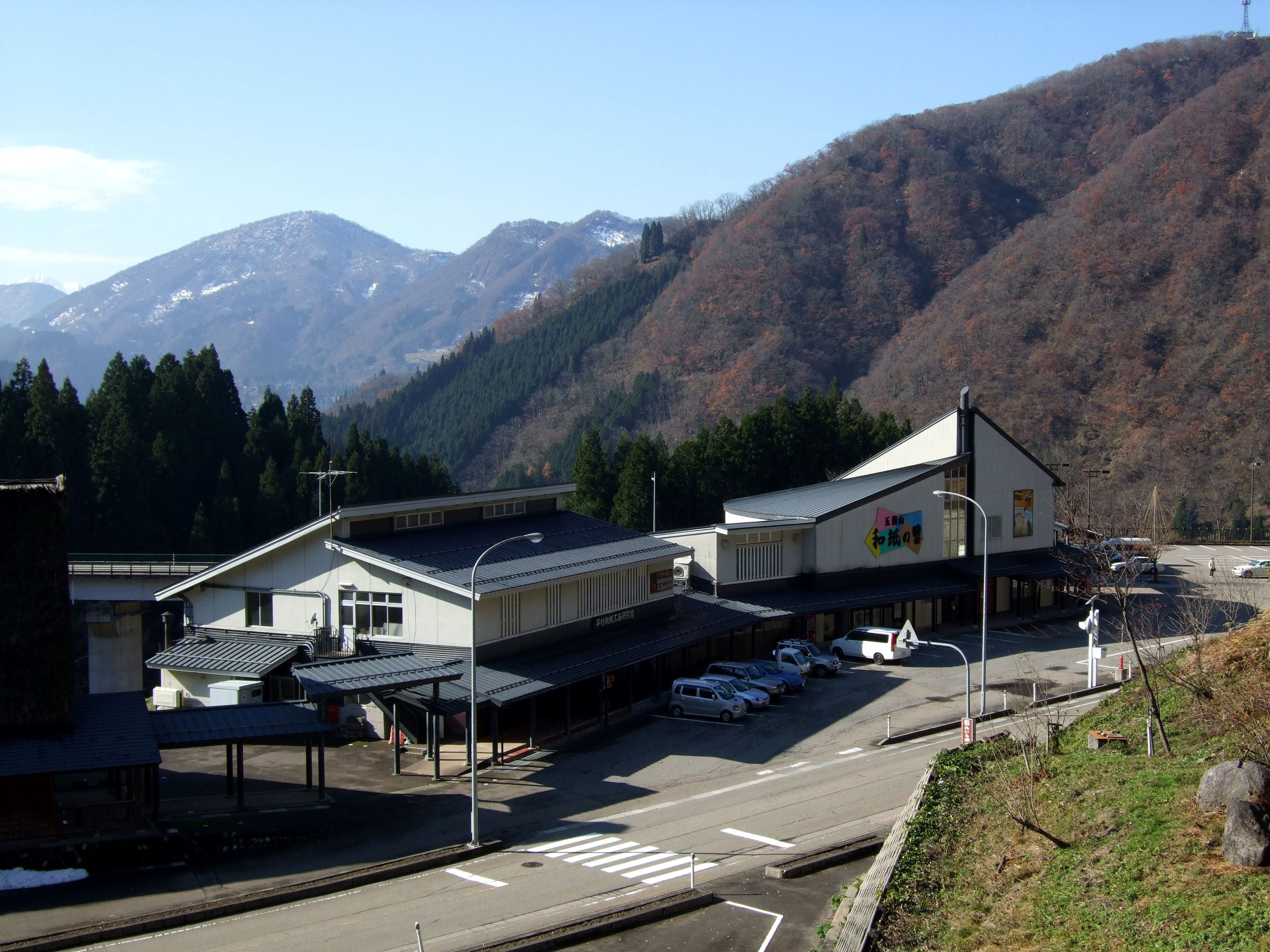
五箇山和紙の伝統を現代に伝える、五箇山和紙の里（道の駅たいら）。

明治11年（1878年）に公布された「郡区町村編制法」に基づき、石川県は今石動の砺波郡役所を通じて10～20カ村を束ねる戸長を置くよう通達した。五箇山地域では「下梨村外四十三カ村（旧平村・上平村をあわせた地域に相当する）」が一つの連合体となり、明治12年（1879年）12月8日に戸長に選任されたのが水上善治であった。なお、戸長役場は五箇山の地理的な中心地であり、水上善治の住まう下梨村に置かれた。戸長となった明治12年（1879年）、水上は下梨に小学校舎を建築することを発議し、自ら金13円・人夫20人を寄付することで、五箇山初の小学校を竣工させている。
戸長になって以後も引き続き五箇山の道路改修に尽力し、明治13年（1880年）には大島村から籠渡を経て下出村に至る新道が開修された。また、城端町から五箇山に至る道路の雪持林について、藩政時代は禁伐とされていたが、明治6年の地券改正後に伐採が進み、雪崩を頻発させるという問題が起こっていた。以前からこの問題を憂えていた水上は、戸長となったことをきっかけに県庁への直訴を始め、ようやく明治14年（1881年）5月23日に伐採禁止のお達しを得ることができた。また同年中には、下梨、皆葎、東赤尾、下出、高草嶺の各村に養蚕伝習所を設けている。
明治15年（1882年）には養蚕・製糸・機織を一貫した作業として五箇山内で行えるよう検討し、資費1千円を44ケ村の共有資金から1千円を10年間無料で返済する方法で借受け、養蚕のみならず絹織物業も奨励した。また、このころ五箇山和紙もまた御用紙としての地位を失ったことから安く買いたたかれており、これを憂えた水上は明治16年（1883年）10月、資本金3千円を募って五ヶ山製紙会社を設立している。五ヶ山製紙会社は城端町商人との競合の結果、短期間で解散してしまったが、五箇山和紙の価格自体は向上したため、五箇山住民の利益になったと評される。

### 下梨村会議員時代

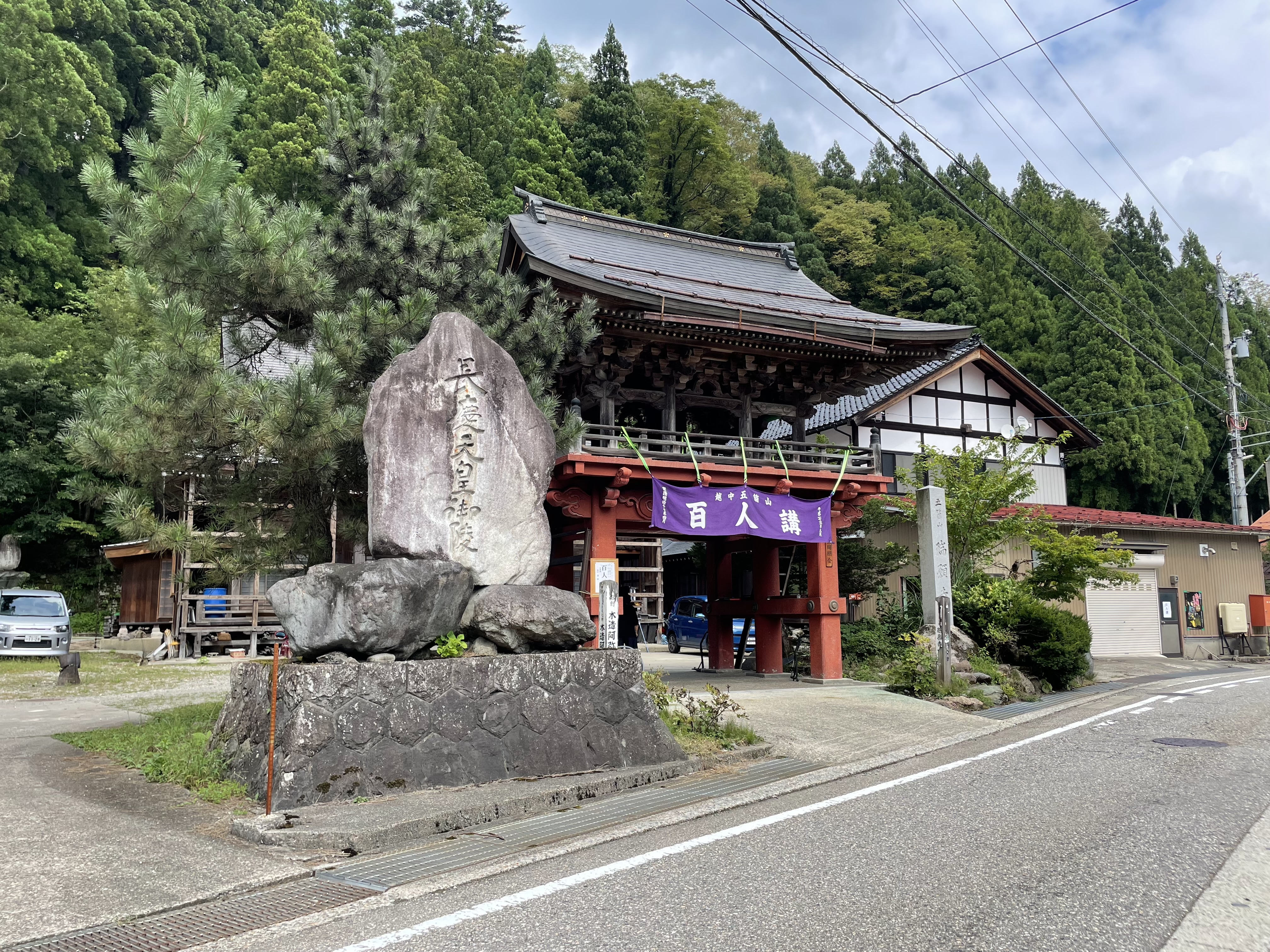
水上善治の始めた下梨百人講が瑞願寺で開かれている様子。2024年9月7日撮影。

これより先、明治16年（1883年）に石川県より分離していた富山県は明治17年（1884年）7月24日に従来の戸長役場を廃止し、五箇山では新たに「下梨村外二十四カ村（平村地域に相当する）」に戸長が置かれ、藤井庄太郎が新たな戸長とされた。一方、水上は下梨村外四十三カ村連合村会議員、ついで下梨村会議員に選ばれた。
同じく明治17年には下梨・大島・篭渡・棟地方面の世帯を対象とした「下梨百人講」を始め、以後瑞願寺を会場に1週間ずつ春秋の年2回行われることが通例となった。「百人講」の名称は当初50歳以上の男女百名を対象としたことに由来するが、後には参加自由としたため、多数の参加者が集う盛会となった。このことはやがて東本願寺の本山にも伝えられ、第22代法主の現如より御消息を水上は下賜されている。
明治19年（1886年）8月、五箇山でコレラ病が流行し、下梨集落でも１か月で50人あまりが亡くなる惨事となった。この時、水上は当時最新化学薬品とされていた石炭酸を手に入れて防疫に努め、その代価を寄附することでコレラ対策に尽力した。
明治20年（1887年）5月19日からは、下梨から大鋸屋村の上田を経て城端に至る新道の開修を開始した。これ以前、五箇山から城端へ出る際には「ニッ梨谷」から朴峠・唐木峠を経て、大鋸屋村の若杉・林道集落を通過するルートが主流であったが、この道は険阻な山道で大量の物資を運ぶのに不便であった。そこでこの新道の開修が行われ、明治26年（1893年）の延長工事を経て完成したこの新道は、五箇山トンネルの開通まで五箇山交通運輸の大動脈として機能した。

### 平村施行後

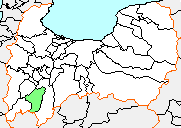
富山県内の平村の位置図。

明治21年（1888年）4月17日からは町村制が実施され、明治22年（1889年）4月1日には平村が発足した。なお、町村制の施行に先立って全国各府県から実業家諸名士が意見徴収のため召集されたが、この時富山県からは福光町の中村林蔬と、水上善治が東京を訪れ大臣との対談を行っている。
同明治22年中には秋蚕種数百枚の飼育を始め、これによって五箇山において夏秋蚕・晚秋蚕双方を飼育するようになった。また、良繭の増収のために桑畑の開拓にも尽力し、明治23年（1890年）5月からは桑畑および水田の開墾計画を立て、梨谷川の上流部にあたる道谷高原を水田化する端緒を開いた。
また、明治21年に水上は庄川に運漕会社を起こして石灰や特産物の搬出を行うことを計画し、山梨県の富士川を視察して船夫を雇入れていた。帰郷した水上は同年中に庄川運漕会社を組織して船の建造や障害となる川石の爆破などを進め、明治24年（1891年）に至ってようやく運航が開始された。明治26年（1893年）には緑綬褒章を賜わったが、それから5年後の明治31年（1898年）4月28日に、水上善治は享年71歳にして亡くなった。
水上善治の死去から50年余り経った昭和30年（1955年）9月7日、「水上善治翁顕彰会」が結成され、翌年の昭和31年（1956年）には冊子「水上善治翁」の発行と銅像の除幕式が行われている。